# Julien Racamond
Julien Racamond, né le 29 mai 1885 à Dijon et mort le 30 janvier 1966 à Paris, ouvrier boulanger, est un syndicaliste ouvrier français. Il fut un des dirigeants de la CGTU, puis membre de la direction de la CGT de 1923 à 1953. Il est membre du Conseil économique et social de mars 1947 à juin 1955. 

## Biographie
Julien Racamond est issu d'une famille d'ouvriers agricoles. Son père était originaire du département de la Drôme que la misère de sa condition avait poussé à venir à Dijon pour un travail de voiturier. Sa mère, journalière agricole était fille d'ouvriers agricoles bourguignons.

### Formation
Dès l'âge de douze ans Julien Racamond quitte l'école, pour  prendre place dans le prolétariat rural, trouvant travail de fermes en fermes. À dix-huit ans il entre en apprentissage d'ouvrier boulanger à Beaune. Il travaille ensuite à Dijon jusqu'à son appel à l'armée. Révolté par les conditions de travail du métier (le travail de nuit) qu'il exerce, il prend sa première carte syndicale à la CGT, et s'initie à l'action syndicale sous les conseils d'un militant aguerri, Jean Bousquet . En 1905, âgé de vingt ans, il est un des dirigeants du syndicat des ouvriers boulangers de Dijon. 
 Son service militaire accompli, il reste à Paris où il devient secrétaire-adjoint du syndicat des ouvriers boulangers de la Région parisienne. Il se marie en 1913, et monte d'un cran dans les responsabilités : il est  secrétaire permanent de son syndicat en juillet 1914.

### L'expérience de la guerre
Cinq années de mobilisation, dont trente mois au front, deux blessures et une « Croix de guerre » plus tard, Racamond est démobilisé en février 1919. À la direction du syndicat des ouvriers boulangers il est de ceux qui fustigent le réformisme de la direction de la CCT. Animateur des Comités syndicalistes révolutionnaires, membre des instances de direction de l'Union des syndicats de la Seine et de la Fédération de l'Alimentation, il participe en 1922 à la fondation de la CGTU. Reconnaissance par ses pairs de son audience personnelle, il devient dès 1923 un des membres de la direction de cette nouvelle centrale syndicale. Selon l'historien Jean Charles, il aurait fortement contribué à ce que la nouvelle centrale syndicale se nomme « unitaire », plutôt que « rouge ». Il est aussi membre du comité de rédaction de La Vie ouvrière.

### Syndicaliste et communiste
De nombreux militants syndicalistes-révolutionnaires, comme lui jusqu'alors défenseurs de la Charte d'Amiens, mettent leurs  espoirs d'émancipation humaine dans la victoire de la Révolution russe. L'adhésion pourtant ne se fait pas sans débats, ruptures, exclusions. La CGTU est secouée jusque vers 1931  par des débats, voire des crises dont le fil conducteur réside dans l'acceptation plus ou moins admise de rapports de sujétion entre le syndicat et le Parti communiste. Racamond, quant à lui, y est un militant de premier plan, et demeure au secrétariat confédéral de la CGTU jusqu'à la réunification syndicale de 1936. Propagandiste, praticien plus que théoricien, il s'occupe notamment des problèmes de la Main d'œuvre étrangère (MOE). Parallèlement il occupe des responsabilités au Parti communiste, dont il membre du Bureau politique de 1926 à 1930. Réélu au Comité central de ce parti en janvier 1936, il en démissionne (officiellement) trois mois plus tard pour se conformer aux statuts de la CGT réunifiée, dont il est élu en mars 1936 au bureau confédéral. Avec Benoît Frachon, il est un des deux communistes, parmi les huit membres de cette instance. Il y est réélu en novembre 1938. 

### La césure de la Seconde Guerre mondiale
En septembre 1939, il est exclu du Bureau confédéral de la CGT, pour son refus de désavouer le pacte germano-soviétique, puis il est interné dans différents camps et prison en France. Les causes de sa libération en juin 1942 demeurent non élucidées. Il semble qu'il aurait signé une déclaration l'engageant à ne plus militer, voire condamnant les attentats individuels. Pourtant son nom, réputé, ne fut pas utilisé par les tenants de la collaboration. Entré dans la clandestinité, la presse syndicale clandestine le mentionne en utilisant son aura de vieux syndicaliste, à partir de 1943. À la Libération, il retrouve ses fonctions à la direction de la CGT, sans avoir la place importante qu'il tenait avant-guerre. Il reste membre du bureau confédéral jusqu'en 1953, et siège au Conseil économique et social de 1947 à 1955.